# Hawking-Strahlung

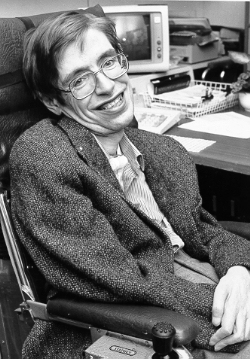
Stephen Hawking

Die Hawking-Strahlung ist eine von dem britischen Physiker Stephen Hawking 1975 vorhergesagte Strahlung Schwarzer Löcher. Sie wird aus Konzepten der Quantenfeldtheorie und der allgemeinen Relativitätstheorie abgeleitet. Eine Möglichkeit, die Existenz der Strahlung experimentell zu verifizieren, ist nach dem derzeitigen Stand der Technik (2025) nicht in Sicht. Erste Ansätze für einen direkten Nachweis verfolgen Astrophysiker an der Universität Lyon I mit der „Loch-Fragmente“-Theorie.
Heuristische Überlegungen führten J. D. Bekenstein bereits 1973 zu der Hypothese, dass die Oberfläche des Ereignishorizontes ein Maß für die Entropie eines Schwarzen Loches sein könnte. Diese Entropie wird heute Bekenstein-Hawking-Entropie genannt. Nach den Gesetzen der Thermodynamik müsste einem Schwarzen Loch demnach eine endliche Temperatur zugeordnet werden können und es müsste im thermischen Gleichgewicht mit seiner Umgebung stehen. Das ergab ein Paradoxon, da man damals davon ausging, dass keine Strahlung aus Schwarzen Löchern entkommen könne. Hawking stellte daraufhin eigene Berechnungen an und fand überraschenderweise, dass ausgehend von den Gesetzen der Quantenfeldtheorie eine thermische Strahlung zu erwarten sei.
Da es zur Hawking-Strahlung bisher keinen eindeutigen experimentellen Nachweis gibt, sollte diese Strahlung umgangssprachlich nicht als experimentell bestätigter physikalischer Effekt bezeichnet werden, sondern eher als eine plausible und gut begründete physikalische Vorhersage. Die Hawking-Strahlung ist deshalb auch für die physikalische Grundlagenforschung von Interesse. So gibt es bei einer umfassenden Betrachtung aller physikalischen Effekte, die mit der Hawking-Strahlung zusammenhängen, noch immer einige offene Fragestellungen, die weiter unten vorgestellt werden. 
In der Kosmologie wird mit dem Gibbons-Hawking-Effekt ein ähnlicher Effekt wie bei der Hawking-Strahlung erwartet. In beschleunigten Bezugssystemen wird mit dem Unruh-Effekt ebenfalls ein zur Hawking-Strahlung vergleichbarer physikalischer Effekt erwartet. Beide Phänomene konnten bisher experimentell auch noch nicht nachgewiesen werden. Es wurden jedoch bereits Experimente durchgeführt, um Schwarze-Loch-Analoga der Hawking-Strahlung in anderen physikalischen Systemen, wie zum Beispiel in der Optik und Akustik, nachzuweisen.
Da die mathematische Begründung und Herleitung der Hawking-Strahlung auf einer semiklassischen Näherung beruht, kann eine komplett widerspruchsfreie physikalische Begründung voraussichtlich erst dann formuliert werden, wenn eine Quantentheorie der Gravitationskraft entwickelt wurde.

## Anschauliche Beschreibungen
Hawking hat in seiner Veröffentlichung im Jahre 1975 und auch in seinen populärwissenschaftlichen Büchern intuitive Beschreibungen veröffentlicht, die gemäß eigener Aussage allerdings nicht allzu wörtlich zu nehmen sind. So wird beispielsweise in seinem populärwissenschaftlichen Bestseller "Eine kurze Geschichte der Zeit" eine Argumentation mit Hilfe von Teilchen-Antiteilchen-Paaren verwendet. Bei dieser Beschreibung wird auch eine Veranschaulichung aus den Quantenfeldtheorien verwendet, wonach das Vakuum im Gegensatz zur klassischen Physik kein „leeres Nichts“ ist, sondern vielmehr Vakuumfluktuationen erlaubt, die sowohl massebehaftete als auch masselose Teilchen wie etwa Photonen enthalten können. Derartige Vakuumfluktuationen existieren auch in der unmittelbaren Nähe des Ereignishorizontes Schwarzer Löcher. Fällt ein Teilchen oder Antiteilchen in das Schwarze Loch, so können die beiden Partner durch den Ereignishorizont getrennt werden. Hawking vermutete, dass die Energie zur Erzeugung realer Teilchen aus dem Gravitationsfeld und damit letztlich aus dem Schwarzen Loch stammt. Es darf dabei nicht übersehen werden, dass in den Berechnungen der Originalarbeit keine Wirkungsquerschnitte zur Paarerzeugung und auch keine mikroskopischen Inhomogenitäten des Gravitationsfeldes berücksichtigt werden, womit sich bereits eine der offenen und weiter unten vorgestellten Fragestellungen zur Hawking-Strahlung andeutet.
An anderer Stelle benutzt Hawking ebenfalls eine Veranschaulichung mit Teilchen-Antiteilchen-Paaren. Da ein Teilchen mit negativer Energie auch als Antiteilchen mit positiver Energie aufgefasst werden kann, das rückwärts in der Zeit läuft, könnte man ein in das Schwarze Loch fallendes Teilchen so interpretieren, dass ein Antiteilchen aus dem Schwarzen Loch kommt und am Ereignishorizont durch das Gravitationsfeld in die Zeit-Vorwärtsrichtung gestreut wird. Diejenigen Teilchen oder Antiteilchen, die dem Schwarzen Loch entkommen, bilden die Hawking-Strahlung. Sie ist thermischer Natur in der Art von Schwarzkörperstrahlung und mit einer bestimmten Temperatur verbunden, der sogenannten Hawking-Temperatur, die sich umgekehrt proportional zur Masse des Schwarzen Lochs verhält.
Da die Vakuumfluktuationen durch eine starke Krümmung der Raumzeit begünstigt werden, ist dieser Effekt besonders bei Schwarzen Löchern geringer Masse bedeutsam. Schwarze Löcher geringer Masse sind von geringer Ausdehnung, d. h., sie haben einen kleineren Schwarzschildradius. Die den Ereignishorizont umgebende Raumzeit ist entsprechend stärker gekrümmt. Je größer und damit massereicher ein Schwarzes Loch ist, desto weniger strahlt es also. Je kleiner ein Schwarzes Loch ist, umso höher ist seine Temperatur und aufgrund stärkerer Hawking-Strahlung verdampft es umso schneller.
Große Schwarze Löcher, wie sie aus Supernovae entstehen, haben eine so geringe Strahlung (überwiegend Photonen), dass diese im Universum nicht nachweisbar ist. Kleine Schwarze Löcher haben dagegen nach dieser Theorie eine deutliche Wärmestrahlung, was dazu führt, dass ihre Masse rasch abnimmt. So hat ein Schwarzes Loch der Masse 1012 Kilogramm – der Masse eines Berges – eine Temperatur von etwa 1011 Kelvin, so dass neben Photonen auch massebehaftete Teilchen wie Elektronen und Positronen emittiert werden. Dadurch steigt die Strahlung weiter an, sodass ein so kleines Schwarzes Loch in relativ kurzer Zeit völlig zerstrahlt (verdampft). Sinkt die Masse unter 1000 Tonnen, so explodiert das Schwarze Loch mit der Energie mehrerer Millionen Mega- bzw. Teratonnen TNT-Äquivalent. Die Lebensdauer eines Schwarzen Loches ist proportional zur dritten Potenz seiner ursprünglichen Masse und beträgt bei einem Schwarzen Loch mit der Masse unserer Sonne ungefähr 1064 Jahre. Sie liegt damit jenseits sämtlicher Beobachtungsgrenzen.

## Hawking-Temperatur
Hawking fand eine Formel für die Entropie {\displaystyle S} und Strahlungstemperatur {\displaystyle T} eines Schwarzen Lochs, die auch als Hawking-Temperatur {\displaystyle T_{\mathrm {H} }} bezeichnet wird und gegeben ist durch:
{\displaystyle T_{\mathrm {H} }={\frac {\hbar \ c^{3}}{8\pi \,G\,Mk_{\mathrm {B} }}}}.
Dabei bedeutet
- {\displaystyle \hbar } die reduzierte Planck-Konstante,
- {\displaystyle c} die Lichtgeschwindigkeit,
- {\displaystyle G} die Gravitationskonstante,
- {\displaystyle M} die Masse des Schwarzen Lochs und
- {\displaystyle k_{\mathrm {B} }} die Boltzmannkonstante.

Häufig wird die Temperatur und Entropie in der Gravitationsphysik auch so angegeben, dass die Boltzmannkonstante weggelassen wird.
Da ein Teil der erzeugten Strahlung durch das Gravitationsfeld in das Schwarze Loch zurückgestreut wird, sind Schwarze Löcher eher als „graue Strahler“ zu verstehen, mit einer gegenüber dem Modell des schwarzen Körpers verminderten Strahlungsintensität. Die Näherungen bei der Herleitung gelten nur für Schwarze Löcher mit großer Masse, da angenommen wurde, dass die Krümmung des Ereignishorizontes vernachlässigbar klein ist, so dass „gewöhnliche“ Quantenmechanik in der Hintergrund-Raumzeit (im Fall des Schwarzen Lochs die Schwarzschild-Metrik oder deren Verallgemeinerungen) betrieben werden kann. Für sehr kleine Schwarze Löcher sollte die Intensitätsverteilung deutlich von der eines schwarzen Strahlers abweichen, weil in diesem Fall die quantenmechanischen Effekte so bestimmend werden, dass die semiklassische Näherung nicht mehr gilt.
Aus der von Hawking gefundenen Formel für die Temperatur ergab sich über {\displaystyle \mathrm {d} E=T\mathrm {d} S} mit {\displaystyle E=Mc^{2}}
{\displaystyle {\frac {1}{T_{\mathrm {H} }}}={\frac {8\pi k_{\mathrm {B} }G}{\hbar \ c^{3}}}\cdot M={\frac {8\pi k_{\mathrm {B} }G}{\hbar \ c^{5}}}\cdot E={\frac {\mathrm {d} S}{\mathrm {d} E}}\quad \Rightarrow \quad \mathrm {d} S={\frac {8\pi k_{\mathrm {B} }G}{\hbar \ c^{5}}}\cdot E\,\mathrm {d} E}
durch Integration eine Formel für die Entropie
{\displaystyle S={\frac {4\pi k_{\mathrm {B} }G}{\hbar \ c^{5}}}\cdot E^{2}={\frac {4\pi k_{\mathrm {B} }G}{\hbar \ c}}\cdot M^{2}={\frac {k_{\mathrm {B} }c^{3}}{4\hbar G}}\cdot 4\pi \left({\frac {2GM}{c^{2}}}\right)^{2}={\frac {k_{\mathrm {B} }c^{3}}{4\hbar G}}\cdot 4\pi r_{\mathrm {S} }^{2}={\frac {k_{\mathrm {B} }c^{3}}{4\hbar G}}\cdot A_{\mathrm {H} }}
mit dem Schwarzschildradius {\displaystyle r_{\mathrm {S} }=2GM/c^{2}} und der Fläche des Ereignishorizonts {\displaystyle A_{\mathrm {H} }=4\pi r_{\mathrm {S} }^{2}}. Diese Entropie stimmt bis auf Vorfaktoren mit der von Bekenstein mit heuristischen Argumenten abgeleiteten Formel
{\displaystyle S_{\mathrm {Bekenstein} }={\frac {\ln 2}{2\pi }}\cdot {\frac {k_{\mathrm {B} }c^{3}}{4\hbar G}}\cdot A_{\mathrm {H} }}
überein.

## Vereinfachte Beschreibungen
Die Hawking-Temperatur lässt sich wie folgt mit einer stark vereinfachten und vor allem physikalisch motivierten Herleitung beschreiben: Das Wiensche Verschiebungsgesetz ergibt ein Maximum der Schwarzkörperstrahlung bei Wellenlängen {\displaystyle \lambda \approx {\frac {\hbar c}{k_{\mathrm {B} }T}}}. Wird als grundlegende Längeneinheit der Schwarzschildradius {\displaystyle r_{\mathrm {S} }={\frac {2GM}{c^{2}}}} verwendet, so folgt mit {\displaystyle \lambda \approx r_{\mathrm {S} }} eine Temperatur in Kelvin zu:
{\displaystyle T/\mathrm {K} \approx {\frac {\hbar c^{3}}{2k_{\mathrm {B} }GM}}/\mathrm {K} \approx 10^{-6}{\frac {M_{\odot }}{M}}},
mit der Sonnenmasse {\displaystyle M_{\odot }}. Die Strahlungsleistung folgt gemäß Stefan-Boltzmann-Gesetz, der Oberfläche {\displaystyle A=4\pi {r_{\mathrm {S} }}^{2}} und der abgeschätzten Temperatur {\displaystyle k_{\mathrm {B} }T\approx {\frac {\hbar c}{r_{\mathrm {S} }}}} zu:
{\displaystyle P\approx {\frac {c{(k_{\mathrm {B} }T)}^{4}}{{(\hbar c)}^{3}}}A\approx {\frac {\hbar c^{2}{r_{\mathrm {S} }}^{2}}{{r_{\mathrm {S} }}^{4}}}\approx {\frac {\hbar c^{6}}{G^{2}M^{2}}}}.
In der Maßeinheit Watt ergibt sich:
{\displaystyle P/\mathrm {W} \approx 2\cdot 10^{37}(M/\mathrm {kg} )^{-2}\approx 5\cdot 10^{-24}(M/M_{\odot })^{-2}}
Die Lebensdauer {\displaystyle \tau } ergibt sich der Größenordnung nach aus {\displaystyle P\tau \approx Mc^{2}} zu:
{\displaystyle \tau \approx {\frac {G^{2}M^{3}}{\hbar c^{4}}}}
bzw.
{\displaystyle {\begin{aligned}\tau &\approx 10^{-20}\left({\frac {M}{\mathrm {kg} }}\right)^{3}\ {\text{Sekunden}}\\&\approx 10^{63}\cdot \left({\frac {M}{M_{\odot }}}\right)^{3}\ {\text{Jahre}}.\end{aligned}}}
Die ausführlichere Berechnung nach Hawking ergibt mit dem Volumen des Schwarzen Lochs {\displaystyle V={\frac {4\pi }{3}}r_{\text{S}}^{3}}
{\displaystyle \tau ={\frac {5120\pi G^{2}M^{3}}{\hbar c^{4}}}={\frac {480c^{2}V}{\hbar G}}\approx {\text{2,1}}\cdot 10^{67}\cdot \left({\frac {M}{M_{\odot }}}\right)^{3}} Jahre.

## Erläuterungen zu Hawkings Originalarbeit

### Vorbemerkungen
Seit Hawkings Veröffentlichung 1975 wurden unterschiedliche Methoden zur Herleitung der thermischen Strahlung Schwarzer Löcher entwickelt, die auf verschiedenen Wegen seine ursprünglichen Ergebnisse bestätigen und ergänzen.
Hawking verwendete aus Gründen der Einfachheit in seiner Originalarbeit ein masseloses Skalarfeld. Die Ergebnisse können jedoch auf andere Teilchen wie beispielsweise Photonen und allgemeiner auch auf masselose Fermionen erweitert werden. Die Hawking-Strahlung enthält prinzipiell auch massebehaftete Teilchen, allerdings ist deren Beitrag im Vergleich zu masselosen Teilchen um viele Größenordnungen reduziert.
Entgegen den oben dargestellten, bildhaften Veranschaulichungen verwendete Hawking in den ersten zwei Arbeiten aus den Jahren 1974 und 1975 keine quantenmechanische Störungstheorie, wie der Begriff der „virtuellen Teilchen“ suggerieren könnte. Wäre dies der Fall, so müsste das Endergebnis von der Kopplungskonstanten der betrachteten Wechselwirkung, wie der Feinstrukturkonstante bei der elektromagnetischen Wechselwirkung, abhängen. Das Ergebnis ist jedoch bereits für freie, nicht-wechselwirkende Felder gültig.
Die Originalarbeit beruht auf einer Rechnung, deren wesentliche Terme hauptsächlich in der Nähe des Ereignishorizontes einen Beitrag zur Hawking-Strahlung liefern. Die Wellenfunktion des bereits erwähnten masselosen Skalarfeldes kann dazu in zwei Anteile zerlegt werden, wobei der erste Teil in den Außenraum und der zweite Anteil in den Innenraum des Schwarzen Loches gestreut wird. Der zweite Teil ist also in der fernen Zukunft kausal vom Außenraum des Schwarzen Loches getrennt.

### Erläuterungen
Hawking verwendet, wie in der Einleitung bereits erwähnt, eine semiklassische Näherung. D. h. er betrachtet eine freie Quantenfeldtheorie auf einer klassischen, schwach gekrümmten Raumzeit. Relevant ist im Wesentlichen die globale Struktur der Raumzeit sowie insbesondere die Existenz eines Ereignishorizontes. Er setzt ferner einen sphärisch-symmetrischen Kollaps einer Masse {\displaystyle M} voraus. D. h. er geht nicht von einer rein statischen Schwarzschild-Metrik aus. Letztere gilt jedoch aufgrund des Birkhoff-Theorem im Außenraum des Kollaps exakt. Die Details der Innenraumlösung sind für die Argumentation irrelevant.
Hawking beginnt mit der kanonischen Quantisierung freier Felder auf Basis einer verallgemeinerten Fourierentwicklung. Diese Fouriermoden sind dabei speziell Lösungen der Klein-Gordon-Gleichung für masselose Skalarfelder auf der Raumzeit-Geometrie. Die dabei notwendige Zerlegung der Fouriermoden nach positiven und negativen Frequenzen sowie die daraus folgende Klassifizierung von Teilchen und Antiteilchen ist aufgrund der Raumzeitgeometrie nicht eindeutig. Im Zuge der Quantisierung kann ein Beobachter mathematisch jeweils für ihn gültige Erzeugungs- und Vernichtungsoperatoren sowie einen für ihn gültigen Vakuumzustand (Fock-Zustand) definieren, in dem entsprechend seiner Klassifizierung keine Teilchen und Antiteilchen existieren. Während diese Beobachterabhängigkeit in der Minkowski-Raumzeit für die Erzeugungs- und Vernichtungsoperatoren sowie für den Vakuumzustand letztlich irrelevant ist, führt sie bei Anwesenheit eines Ereignishorizontes zu inäquivalenten Vakuumzuständen.
Mathematisch existiert eine Transformation, die sogenannte Bogoljubov-Transformation, welche die Erzeugungs- und Vernichtungsoperatoren beider Beobachter ineinander überführt. Hawking fixiert zunächst einen Vakuumzustand sowie die Erzeugungs- und Vernichtungsoperatoren für die ferne Vergangenheit. In diesem Zustand verschwindet der für die ferne Vergangenheit definierte Erwartungswert des Teilchenzahloperators. Anschließend wird die Bogoljubov-Transformation für die Erzeugungs- und Vernichtungsoperatoren für die ferne Zukunft bestimmt. Dazu wird im Wesentlichen die Streuung der Fouriermoden am kollabierenden Schwarzen Loch berechnet. Der für die Hawking-Strahlung relevante Anteil stammt dabei aus der Streuung der Moden innerhalb des kollabierenden Körpers. Damit kann nun der für die ferne Zukunft definierte Erwartungswert des Teilchenzahloperators ausgehend vom ursprünglichen und für die ferne Vergangenheit definierten Vakuumzustand berechnet werden. Es zeigt sich, dass dieser Erwartungswert nicht verschwindet. Der Beobachter in der fernen Zukunft sieht demnach nicht den für ihn gültigen Vakuumzustand, sondern einen Zustand, in dem bezüglich seiner Definition reale Teilchen und Antiteilchen enthalten sind. Die thermische Natur des Spektrums folgt aus der genauen Form der Bogoljubov-Transformation.
Der physikalische Kern von Hawkings Argumentation lautet demnach wie folgt. Der Kollaps sowie die Anwesenheit eines Horizontes führt zu inäquivalenten Vakuumzuständen. Während in einer flachen Raumzeit die Zeitentwicklung das Vakuum invariant lässt, ist dieses in einer Raumzeit mit Schwarzem Loch einem „Streuprozess“ unterworfen, der das ursprüngliche Vakuum einer fernen Vergangenheit in einen thermischen Zustand einer fernen Zukunft überführt.

### Details
Hawking betrachtet die freie Klein-Gordon-Gleichung eines masselosen Skalarfeldes mit Kopplung an ein Gravitationsfeld, das durch die Komponenten eines metrischen Tensor {\displaystyle g^{ab}} berücksichtigt wird.
{\displaystyle g^{ab}\nabla _{a}\nabla _{b}\phi =0}
Er betrachtet dann die beiden Hyperflächen {\displaystyle {\mathcal {I}}^{-}} und {\displaystyle {\mathcal {I}}^{+}}, die den Außenraum eines Schwarzen Loches in der fernen, asymptotischen Vergangenheit (-) und der fernen Zukunft (+) darstellen. Auf diesen Hyperflächen gibt es vollständige Funktionensysteme {\displaystyle f_{i}} und {\displaystyle p_{i}}, mittels derer der Feldoperator {\displaystyle \phi } als Fouriersumme von Erzeugern und Vernichtern dargestellt werden kann:
{\displaystyle \phi =\sum _{i}[f_{i}a_{i}+{\bar {f}}_{i}a_{i}^{\dagger }]}
{\displaystyle \phi =\sum _{i}[p_{i}b_{i}+{\bar {p}}_{i}b_{i}^{\dagger }]+\ldots }
„…“ steht dabei für ein weiteres Funktionensystem auf der lichtartigen Hyperfläche des Ereignishorizontes. Das ist zwar prinzipiell notwendig, um ein eindeutig lösbares Anfangswertproblem zu erhalten, aber für die weitere Rechnung nicht weiter wichtig.
Hawking definiert dann den Vakuumzustand
{\displaystyle a_{i}|0_{-}\rangle =0}
bezüglich der von {\displaystyle {\mathcal {I}}^{-}} einlaufenden Teilchen.
Der allgemeine Zusammenhang zwischen den beiden Familien von Erzeugern und Vernichtern besteht nun in der Bogoljubov-Transformation
{\displaystyle p_{i}=\sum _{j}\left[\alpha _{ij}f_{j}+\beta _{ij}{\bar {f}}_{j}\right]}
{\displaystyle b_{i}=\sum _{j}\left[{\bar {\alpha }}_{ij}a_{j}-{\bar {\beta }}_{ij}a_{j}^{\dagger }\right]}
Hawking zeigt im Folgenden, dass die Streuung der aus {\displaystyle {\mathcal {I}}^{-}} einlaufenden Moden am Schwarzen Loch dazu führt, dass ein Beobachter auf {\displaystyle {\mathcal {I}}^{+}} dem Zustand {\displaystyle |0_{-}\rangle } einen nicht-verschwindenden Teilcheninhalt
{\displaystyle \langle 0_{-}|b_{i}^{\dagger }b_{i}|0_{-}\rangle =\sum _{ij}|\beta _{ij}|^{2}>0}
zuschreibt. Die Erzeugungsrate der Teilchen folgt dabei direkt aus den Koeffizienten {\displaystyle \beta _{ij}} der Bogoljubov-Transformation. Diese mischen den Vernichtern auf {\displaystyle {\mathcal {I}}^{-}} einen Anteil von Erzeugern auf {\displaystyle {\mathcal {I}}^{+}} bei.
Die Streuung der Moden erfolgt dabei sowohl an der äußeren Schwarzschildgeometrie als auch an der Geometrie des Innenraums des kollabierenden Sterns. Letztere ergibt einen nicht-trivialen Beitrag zu den {\displaystyle p_{i}}-Moden, die dann die spezielle Form der Bogoljubov-Koeffizienten bewirken.
Der Beitrag einer Mode mit Radialfrequenz {\displaystyle \omega } ist dabei
{\displaystyle p_{i}\sim {\frac {1}{e^{2\pi \omega /\kappa }-1}}}
mit {\displaystyle \kappa =1/4M}. D. h., es liegt thermische Strahlung mit Temperatur {\displaystyle T_{H}=1/8\pi M} (in natürlichen Einheiten) entsprechend der Bose-Einstein-Statistik vor.
Hawking erläutert grob, dass für Fermionen ein Verlauf
{\displaystyle p_{i}\sim {\frac {1}{e^{2\pi \omega /\kappa }+1}}}
entsprechend der Fermi-Dirac-Statistik zu erwarten ist.
Der Beitrag massebehafteter Teilchen ist exponentiell unterdrückt, da in diesem Fall in der Frequenz bzw. der Masse entsprechend {\displaystyle \omega ^{2}\sim E^{2}=m^{2}+p^{2}} zu berücksichtigen ist.

## Offene Fragen
Die Vorhersage der Hawking-Strahlung beruht auf der Kombination von Effekten der Quantenmechanik und der allgemeinen Relativitätstheorie sowie der Thermodynamik. Da eine Vereinheitlichung dieser Theorien (Quantentheorie der Gravitation) bisher nicht gelungen ist, war und ist diese Vorhersage noch mit prinzipiellen Unsicherheiten behaftet. Einige Fragen zur Hawking-Strahlung konnten in späteren Arbeiten entweder erst neu formuliert oder bereits geklärt werden. Die wichtigsten dieser offenen Fragen sollen im Folgenden noch grob beschrieben werden.
Mit der thermischen Strahlung verliert das Schwarze Loch Energie und damit Masse. Es „schrumpft“ also mit der Zeit. Schwarze Löcher stellaren Ursprungs haben jedoch aufgrund ihrer großen Masse eine geringere Temperatur als die kosmische Hintergrundstrahlung, weshalb diese Schwarzen Löcher thermische Energie aus ihrer Umgebung aufnehmen. In diesem Fall ist also kein Schrumpfen des Schwarzen Loches möglich, denn durch die Aufnahme an Strahlungsenergie nimmt die Masse dabei gemäß der einsteinschen Masse-Energie-Äquivalenzformel zu. Erst wenn die Umgebungstemperatur unter die Temperatur des Schwarzen Loches gefallen ist, verliert das Loch durch Strahlungsemission an Masse. Ein kontinuierlicher Masseverlust widerspricht jedoch der ursprünglich vorausgesetzten statischen Raumzeit. Dieser Widerspruch kann dadurch gelöst werden, dass bei der Herleitung anstelle der statischen Schwarzschildmetrik die etwas allgemeinere Vaidya-Metrik verwendet wird.
Was am „Ende seiner Lebenszeit“ mit einem Schwarzen Loch geschieht, ist teilweise unklar. Laut Hawking findet dort ein explosionsartiger Verdampfungsvorgang des Schwarzen Loches statt. Die in der ursprünglichen Herleitung verwendete Näherung einer schwachen Krümmung der Raumzeit ist dabei aber nicht mehr gültig. Insbesondere tritt dabei das so genannte Informationsparadoxon auf. Es besteht in der Frage, was beim „Verdampfen“ des Schwarzen Loches mit den ursprünglichen Informationen über diejenigen Quantenobjekte geschieht, die bei der Entstehung in das Schwarze Loch hineingestürzt sind. Gemäß bestimmter Forderungen aus der Quantenmechanik (Unitarität) ist zu erwarten, dass diese Informationen mit der Zeit erhalten bleiben. Diese Frage kann jedoch im Rahmen von Hawkings Näherung nicht untersucht werden, da die kollabierende Materie rein klassisch und lediglich die resultierende Hawking-Strahlung selbst quantenmechanisch behandelt wird.
Eine Verschärfung des Informationsparadoxons Schwarzer Löcher stammt von Joseph Polchinski und Kollegen (Feuerwand-Paradoxon, englisch Firewall). Ein Inneres schwarzer Löcher gäbe es nach dieser Hypothese nicht, es wäre durch die Feuerwand begrenzt. Auch das Äquivalenzprinzip wäre durch die Feuerwand-Hypothese verletzt, da ein in das Schwarze Loch fallender Beobachter sehr wohl einen Unterschied bei der Durchquerung des Ereignishorizonts bemerken würde, er würde an der Feuerwand verbrennen. Ursache für deren Existenz wäre letztlich ein Satz der Quantenmechanik, wonach es Verschränkung immer nur zwischen zwei Teilchen geben kann. Bei Schwarzen Löchern wäre aber zum einen ein Paar von Teilchen korreliert, von denen ein Partner im Schwarzen Loch verschwindet, zum anderen aber auch eine Verschränkung mit anderen Teilchen in der Hawking-Strahlung gegeben. Nach Polchinski und Kollegen findet ein schrittweiser Transfer von Quantenverschränkung aus der Umgebung des Ereignishorizonts in die Hawking-Strahlung nach außen statt, was schließlich zu einer Singularität in Form einer Feuerwand im Innern des Schwarzen Lochs führt, an der die Temperatur divergiert. Eine Alternative wurde von Juan Maldacena und Leonard Susskind in ihrer EPR-ER-Hypothese (EPR steht für Einstein-Podolsky-Rosen und quantenverschränkte Teilchenpaare, ER für Einstein-Rosen-Brücken, speziellen Wurmlöchern) der Äquivalenz von Quantenverschränkung und Wurmlöchern zwischen den Teilchenpaaren aufgestellt, ausgebaut nach Entdeckung durchquerbarer Wurmlöcher durch Ping Gao, Daniel Louis Jafferis und Aron C. Wall. Das Informationsparadoxon wird gelöst, indem die einzelnen quantenverschränkten Teilchen der Hawking-Strahlung über Wurmlöcher mit ihren Partnern verbunden sind (Oktopus-Bild). Die Wurmlöcher wiederum verbinden kausal zwei Schwarze Löcher im Innern, deren Hawking-Strahlung über das Wurmloch quantenverschränkt ist. Das Feuerwand-Paradoxon wird vermieden, da außerhalb der Schwarzen Löcher der Kontakt der Teilchen nach wie vor über die Raumzeit erfolgen muss.